# Bulbophyllum apoense
Bulbophyllum apoense är en orkidéart som beskrevs av André Schuiteman och De Vogel. Bulbophyllum apoense ingår i släktet Bulbophyllum och familjen orkidéer.
Artens utbredningsområde är Filippinerna. Inga underarter finns listade i Catalogue of Life.